# Chrám Krista Spasitele (Banja Luka)

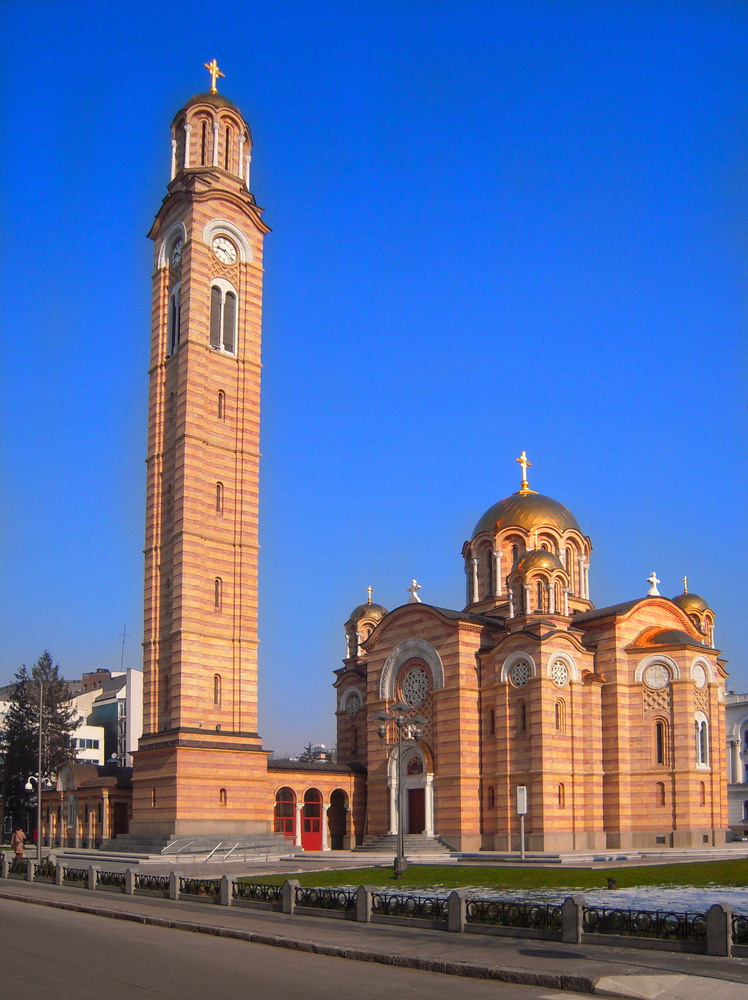
Chrám Krista Spasitele (Banja Luka)

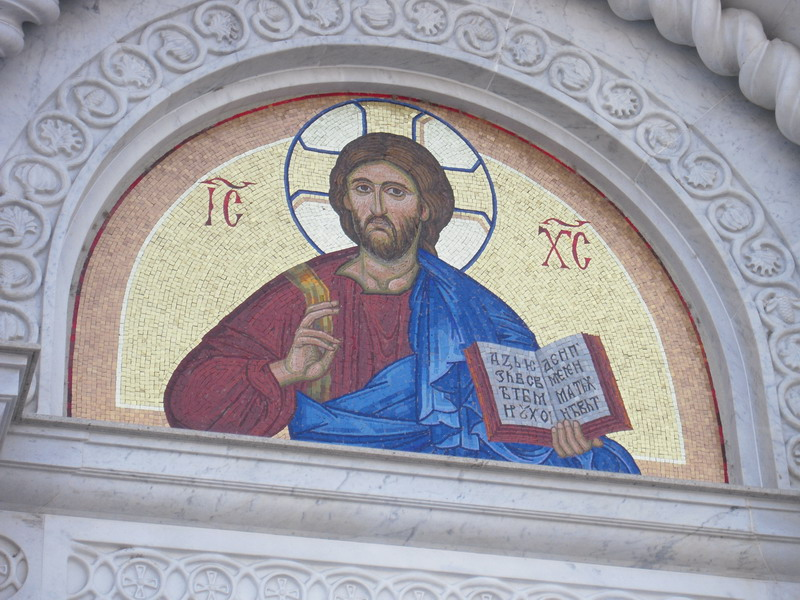
Mozaika Krista Spasitele nad vchodem

Chrám Krista Spasitele (srbsky Храм Христа Спаситеља / Hram Hrista Spasitelja) ve městě Banja Luka (Republika srbská, Bosna a Hercegovina) je chrám Srbské pravoslavné církve.

## Dějiny
Chrám byl postaven v letech 1993 až 2004 na místě, kde stál srbský pravoslavný chrám do roku 1941. Ten byl postaven v letech 1925 až 1939. Zničili ho chorvatští ustašovci během rozsáhlých protisrbských výpadů v roce 1941.

## Architektura
Stavba je postavena ze žlutého a červeného travertinu. Zvonice dosahuje výšky 47 metrů a chrámová kopule 22,5 metru. Chrám je vybudován v novobyzantském architektonickém stylu. První mše se v chrámu sloužila dne 26. září 2004.